# Парад любви

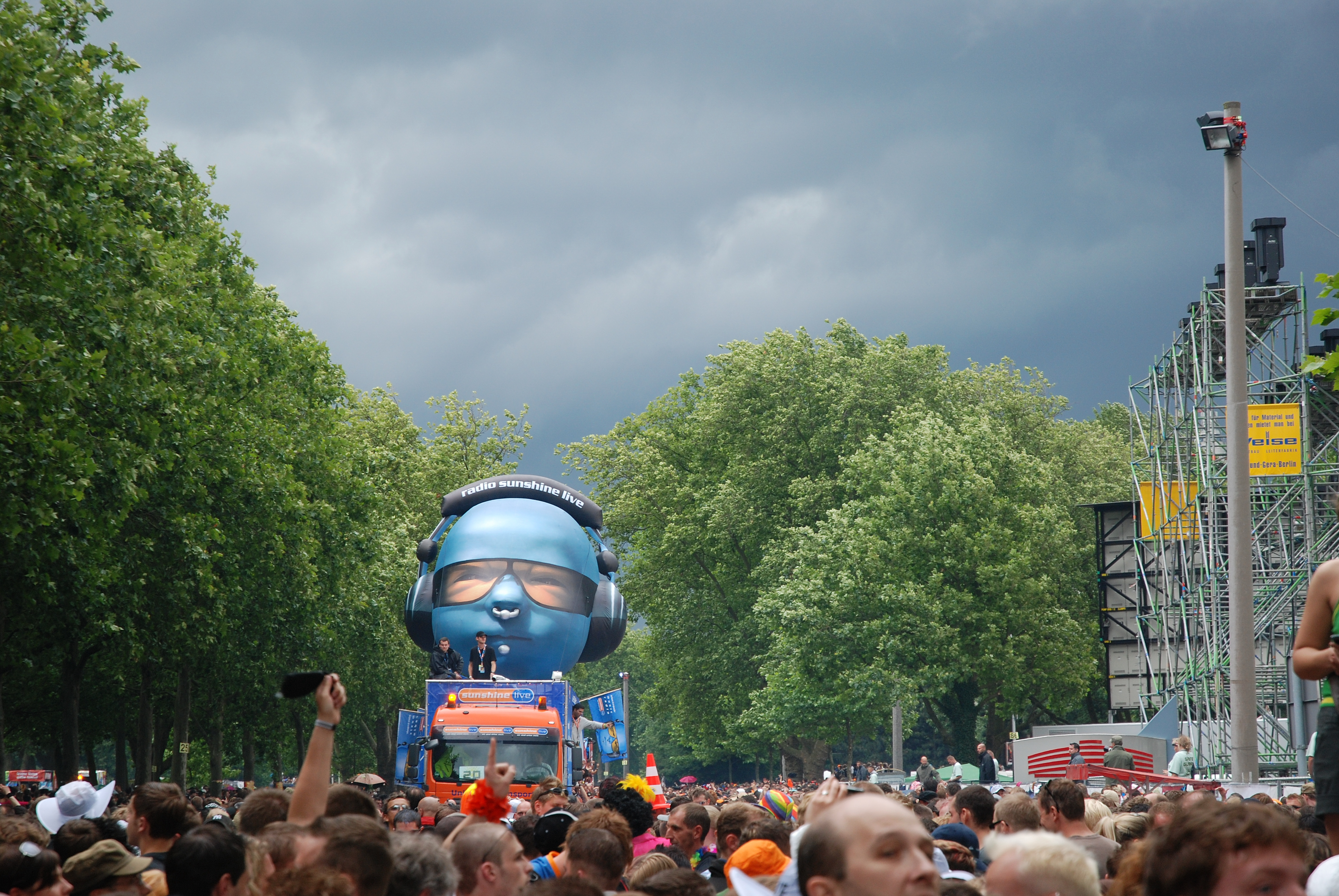
Парад любви-2008 в Дортмунде

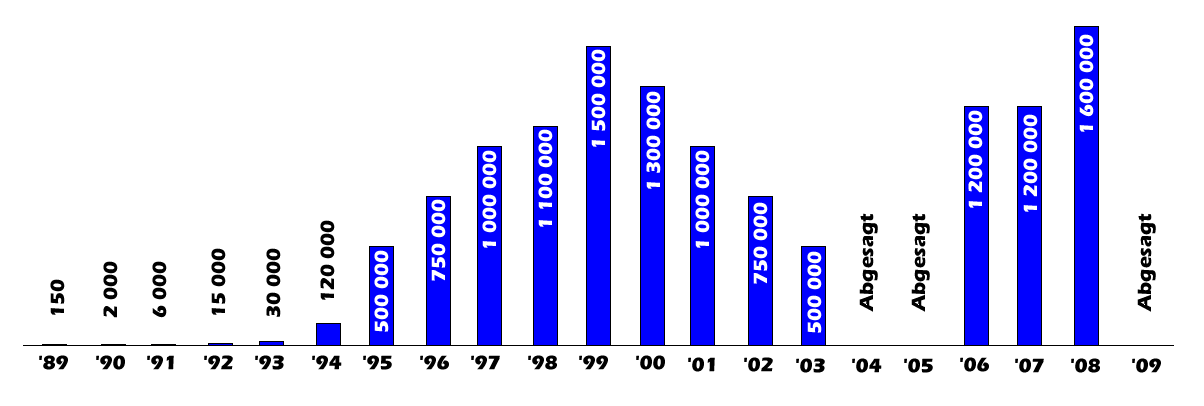
Количество посетителей согласно данным организаторов

Парад любви (англ. Love Parade) — один из крупнейших технопарадов в мире, проходивший в июле в Германии. С 1989 по 2006 годы проводился в Берлине, с 2007 — в различных городах Рурского региона. Парады 2004 и 2005 в Берлине и 2009 в Бохуме были отменены. После давки на фестивале в Дуйсбурге в 2010 году технопарады были отменены.

## История
Первый парад был организован летом 1989 года Матиасом Рёингом (alias Dr. Motte). К 1999 году количество участников выросло со 150 человек до 1,5 миллионов. После паузы в 2004—2005 годах, в 2006 году фестиваль состоялся вновь и вновь привлёк более миллиона посетителей. Следующий фестиваль был запланирован на 7 июля 2007 года, однако мероприятие не получило разрешения на проведение. В результате активных поисков нового места проведения 15 июня 2007 года было объявлено, что парад любви в ближайшие 5 лет будет проходить в Рурском регионе. 25 августа 2007 фестиваль с 1,2 миллионами участников прошёл в Эссене, 19 июля 2008 с 1,6 млн посетителей — в Дортмунде. На прошедшем в Дуйсбурге фестивале 24 июля 2010 с 0,4 миллионами участников во время массовой давки на входе погиб 21 человек, 511 пострадали. В 2011 году проведение парада любви было запланировано в Гельзенкирхене, однако из-за трагического инцидента на параде 2010 года решено было не проводить парад сначала только на территории Германии, а потом и вообще.
В память о жертвах массовой давки, три известных музыканта — Армин ван Бюрен, Пол ван Дайк и Пол Окенфолд — объединились в проект DJ’s United и выпустили композицию Remember Love, доходы от которой пошли на компенсацию семьям погибших и раненым.

## Другие парады любви
Парады любви проводились также в Акапулько, Вене, Кейптаун, Мехико, Сан-Франциско, Сантьяго и Тель-Авиве, причём парады в городах Акапулько, Сан-Франциско, Сантьяго и Тель-Авиве проводятся и по сей день.